# Зелений Яр (Бердянський район)
Зелений Яр —  село в Україні, у Чернігівській селищній громаді Бердянського району Запорізької області. Населення становить 106 осіб (1 січня 2015). До 2016 орган місцевого самоврядування – Богданівська сільська рада.

## Географія
Село Зелений Яр знаходиться на відстані за 3,5 км від села Широкий Яр. Селом протікає пересихаюча річка Апанли з загатою. Поруч проходить автомобільна дорога Н30.

## Історія
1835 — дата заснування як села Мариаволь.
7 (20) листопада 1917 року, відповідно до Третього Універсалу Української Центральної Ради, увійшло до складу Української Народної Республіки.
12 червня 2020 року, відповідно до Розпорядження Кабінету Міністрів України від  № 713-р «Про визначення адміністративних центрів та затвердження територій територіальних громад Запорізької області», увійшло до складу Чернігівської селищної громади.
19 липня 2020 року після ліквідації Чернігівського району село увійшло до новоутвореного Бердянського району.
Село тимчасово окуповане російськими військами 24 лютого 2022 року.

## Населення

### Мова
| українська мова | російська |
| --------------- | --------- |
| 89.74%          | 10.26%    |